# مقاطعة جوهر
مقاطعة جوهر (بالصومالية: Degmada Jowhar)‏ إحدى مقاطعات محافظة شبيلي الوسطى حنوب شرق الصومال، عاصمتها مدينة جوهر، يقدر عدد سكان المقاطعة بـ 269,851 نسمة حسب تعداد سكاني أجراه برنامج الأمم المتحدة الإنمائي في عام 2014.

## روابط خارجية
- مقاطعات الصومال
- الخريطة الإدارية لمقاطعة جوهر